# Mark González
Mark Dennis González Hoffmann (sinh ngày 10 tháng 7 năm 1984) thường được biết đến với tên gọi Mark González là một cầu thủ bóng đá chuyên nghiệp người Chile nhưng được sinh ra tại Nam Phi, là cầu thủ chơi ở vị trí sở trường là tiền vệ cánh trái, anh được người hâm mộ đặt biệt hiệu là "Speedy González" tức Gonzalez tốc độ. González hiện đang chơi cho câu lạc bộ Magallanes.

## Tại Liverpool
Mark Gonzalez bắt đầu sự nghiệp thi đấu ở Chile với câu lạc bộ Universidad Catolica Santiago trước khi chuyển tới Albacete vào năm 2004. Sau đó anh chính thứ trở thành cầu thủ của Liverpool vào tháng 7 năm 2006, thực tế anh đã muốn gia nhập Liverpool theo hợp đồng từ Albacete, Tây Ban Nha vào tháng 7 năm 2005 nhưng không thể vì chưa có được giấy phép thi đấu sau này Liverpool phải chạy vạy lo liệu giấy phép cho anh.
Trong một năm thi đấu dưới màu áo Liverpool cùng với đội bóng giành danh hiệu Community Shield 2006 và góp mặt tại trận chung kết Champions League Cup 2007 ở Athens. Bàn thắng đầu tiên anh ghi được cho Liverpool tại giải ngoại hạng là bàn thắng trong trận gặp Tottenham trên sân nhà.

### Bàn thắng quốc tế
Scores and results list Chile's goal tally first.
| #  | Ngày                | Địa điểm                                                      | Đối thủ  | Bàn thắng | Kết quả | Giải đấu                 |
| -- | ------------------- | ------------------------------------------------------------- | -------- | --------- | ------- | ------------------------ |
| 1. | 11 tháng 6 năm 2003 | Sân vận động Olímpico Metropolitano, San Pedro Sula, Honduras | Honduras | 1–1       | 2–1     | Giao hữu                 |
| 2. | 30 tháng 3 năm 2004 | Sân vận động Hernando Siles, La Paz, Bolivia                  | Bolivia  | 2–0       | 2–0     | Vòng loại World Cup 2006 |
| 3. | 9 tháng 2 năm 2005  | Sân vận động Sausalito, Viña del Mar, Chile                   | Ecuador  | 1–0       | 3–0     | Giao hữu                 |
| 4. | 21 tháng 6 năm 2010 | Sân vận động Nelson Mandela Bay, Port Elizabeth, Nam Phi      | Thụy Sĩ  | 1–0       | 1–0     | World Cup 2010           |
| 5. | 28 tháng 1 năm 2015 | Sân vận động El Teniente, Rancagua, Chile                     | Hoa Kỳ   | 2–2       | 3–2     | Giao hữu                 |
| 6. | 28 tháng 1 năm 2015 | Sân vận động El Teniente, Rancagua, Chile                     | Hoa Kỳ   | 3–2       | 3–2     | Giao hữu                 |

## Thamn khảo
1. ↑  Ramajo, Roberto (ngày 1 tháng 2 năm 2006). “Viáfara y Mark González están listos para debutar el domingo” [Viáfara and mark González are ready to debut on Sunday]. Diario AS (bằng tiếng Tây Ban Nha). Truy cập ngày 21 tháng 5 năm 2014.